# Чабанівська вулиця (Київ)
Чабані́вська ву́лиця — вулиця в Голосіївському районі міста Києва, житловий масив Теремки-І. Пролягає від проспекту Академіка Глушкова до кінця забудови.

## Історія
Вулиця виникла в 1-й половині XX століття, мала назву вулиця Першого Травня. Сучасна назва — з 1963 року, від  селища Чабани, розташованого неподалік, уздовж автомагістралі Київ — Одеса.